# SoundStorm
SoundStorm é um programa de certificação em tecnologia para som surround desenvolvido pela nVidia para as plataformas nForce com a nForce audio processing unit (APU, unidade de processamento de áudio).

## Certificação
Para conquistar a certificação SoundStorm, o fabricante da placa-mãe precisa incluir a APU nForce e as saídas de áudio necessárias. Além disso, a placa precisa alcançar níveis de qualidade de som determinados pelos laboratórios de som da Dolby Digital.
A certificação SoundStorm garantiu que diversos fabricantes produzissem placas-mãe com alta qualidade de som. Por isso, o SoundStorm conquistou muitos usuários avançados de computadores, oferecendo um padrão de som elevado por um preço acessível, já que na época era a única placa para PC capaz de produzir som Dolby Digital 5.1 (também conhecida como Dolby Digital Live), importante para o mercado de PCs para uso em home theaters, à época, ainda em seu começo.

## Hardware
Muitos usuários confundem a tecnologia como se fosse apenas um chip implementado pelos fabricantes. A parte "chip" do SoundStorm se localiza na APU nForce, incluída nas southbridges MCP-D e MCP-T usadas respectivamente nos chipsets nForce e nForce2. Inclui ainda um DSP Motorola para processamento de efeitos sonoros.
O DSP utiliza código baseado na middleware de áudio da empresa Sensaura, também utilizado por drivers de outras fabricantes de processadores de áudio, com exceção da Creative, com a diferença do código ser executado internamente no DSP ao invés de ser enviado ao processador central do computador, o que garantia um desempenho geral superior.

## Origem
O desenvolvimento do SoundStorm foi financiado originalmente pela Microsoft para uso no console de videogame Xbox.
Boatos indicam que uma segunda geração da tecnologia foi desenvolvida com ajuda da Sony como parte do desenvolvimento do PlayStation 3. Por isso muitos acreditam que a tecnologia voltará a ser comercializada nos computadores domésticos, possivelmente como parte de uma placa multimídia, semelhante a NV1, mas, apesar de algumas declarações ambíguas, acabou não se materializando.

## Fim
Para decepção de muitos usuários, a nVidia decidiu cancelar o seu desenvolvimento, devido ao seu custo de fabricação e certificação, apesar de ser mantido como opção nos chipsets nForce2 para Athlon XP, os modelos seguintes abandonaram suporte ao SoundStorm.
Com o fim da certificação, os fabricantes perderam o incentivo comercial para utilizar componentes de alta qualidade voltados a som em alta definição. Já que teoricamente nada impede que os fabricantes implementem soluções de som à altura da qualidade obtida com a certificação SoundStorm.
Desde então alguns fabricantes de placas de som lançaram modelos com funções de processamento de áudio Dolby Digital e DTS.